# Zabori
Zabori est une localité et une commune rurale du Niger, département de Dioundiou, région de Dosso.

## Géographie
La localité de Zabori est située sur la route nationale 2 à 10 km au nord du chef-lieu départemental Dioundiou.
|              | Karakara  |          |
| Karguibangou | Zabori    | Karakara |
| Dioundiou    | Dioundiou |          |

## Histoire
La commune rurale de Zabori instaurée en 2002, est issue du canton de Zabori.

## Population
Lors du recensement général de 2012, la population communale est relevée à 11 125 habitants. La localité compte 1 160 habitants en 2012.

## Localités
La commune s'étend sur 19 villages, 31 hameaux et 5 camps au centre-ouest du département de Dioundiou.

## Services et infrastructures
- Centre de Santé Intégré (CSI) à Zabori[5].
- Collège d'enseignement général (CEG) à Zabori.
- Centre de formation des métiers (CFM) à Zabori.